# SCR 1845-6357
SCR 1845-6357 är en röd dvärgstjärna som befinner sig på ungefär 11 ljusårs avstånd ifrån oss i stjärnbilden Påfågeln. Stjärnan har en massa på omkring 7 procent av solens. Dessa mätningar är ännu högst preliminära.
År 1995 upptäckte man SCR 1845-6357 b, en brun dvärg, kretsande runt denna stjärna.